# بارالی
بارالی (به ایتالیایی: Barrali) یک کومونه در ایتالیا است که در استان کالیاری واقع شده‌است.

## خصوصیات
بارالی ۱۱٫۵ کیلومترمربع مساحت و ۱٬۱۲۲ نفر جمعیت دارد و ۱۴۰ متر بالاتر از سطح دریا واقع شده‌است.